# 仲川翔
仲川 翔（なかがわ しょう、1982年4月28日 - ）は競技麻雀のプロ雀士。RMU所属の認定プロで、ライセンスはS級。妻は同団体の南地祐圭。

## 来歴
神奈川県出身。2007年に創設されたRMU初期メンバーの1人。
2017年にはTwitterを通じて、団体の垣根を越えた私設リーグ『麻雀の頂 朱雀リーグ』を発足させ、主催者として名を連ねている。
Mトーナメント2024に団体推薦選手の1人として登場し、1回戦を首位で突破。

## 雀風・人物
- キャッチフレーズは「深紅の飛翔」。別名・「RMUの若獅子」。
- 「RMUのお騒がせ野郎」の異名を持ち、麻雀スリアロチャンネルでは「ショウナカガワ」の名前で「ショウナカガワのから騒ぎ！」と題したトーク番組（不定期配信）のMCを務めていた[4]。

## 獲得タイトル
- RMU10周年記念アニバーサリートーナメント
- 2015スプリントファイナル
- 2022後期クライマックスリーグ[5]